# Håkon den Gode
Håkon den Gode Adelstensfostre (Hákon Aðalsteinsfóstri) (ca. år 918 – 959) var Norges konge fra ca. 933 til sin død omkring 959. 
Han var den yngste søn af Harald Hårfager og Tora Mosterstong. 
Sit tilnavn fik han, fordi han blev opdraget med Kong Adelsten (Athelstan af England) som fosterfader. Her blev han opdraget i den kristne tro og er derfor kendt som den første konge, som forsøgte at kristne Norge. Det lykkedes ikke for ham, da der var for stor modstand. 
Håkon Adelstensfostre var bror til Erik Blodøkse, der måtte forlade landet, da Håkon kom tilbage til Norge for at tage kongemagten. Erik var upopulær på grund af sin rå fremfærd med plyndring og hærgen, hvorfor Håkon fik støtte fra de norske høvdinge, der gjorde ham til konge i Norge. 
Håkon måtte flere gange forsvare landet mod Erikssønnerne, som angreb i samarbejde med danskekongen Harald Blåtand, der var bror til dronning Gunnhild. Han fik sit banesår i et slag mod dem i Fitjar på øen Stord syd for Bergen i 959. Han er begravet i en høj på kongsgården Seim i Nordhordland. Efter Håkons død satte Harald Blåtand Harald Gråfeld og de andre af Erik Blodøkses sønner til at styre landet som sine underkonger.
Håkon den Gode knyttes særlig til to store reformer med hensigt på en organisatorisk samling af riget, nemlig «leding» og en norsk version af «lagting», som indebærer et mere formaliseret samarbejde mellem kongen og bondefolket.